# Арцишевский, Евгений Болеславович
Евгений Болеславович Арцишевский (1881 — не ранее 1920) — полковник Забайкальской казачьей артиллерии, герой русско-японской войны.

## Биография
Православный. Из потомственных дворян. Уроженец Тифлисской губернии.
Окончил Тифлисский кадетский корпус (1900) и Константиновское артиллерийское училище (1902), откуда выпущен был хорунжим в 1-ю Забайкальскую казачью батарею.
Участвовал в русско-японской войне, на фронте был произведен в сотники «за отличия в делах против японцев» (производство утверждено Высочайшим приказом от 28 октября 1906 года). Удостоен ордена Св. Георгия 4-й степени
За то, что в бою 7 мая 1905 года метким огнем орудий уничтожил прислугу противника у пулеметов и часть стрелков в окопах, чем навел ужас на остальных защитников и облегчил нашим казакам занятие окопа и взятие пулеметов. А после этого по собственному почину под сильным ружейным огнем противника вынесся с орудием в карьер на близкую дистанцию на перерез отступавшим японцам и, открыв огонь, обратил японцев в паническое бегство.
Произведен в подъесаулы 6 мая 1909 года, в есаулы — 4 января 1913 года. С 1912 года командовал кадром 4-й Забайкальской казачьей льготной батареи.
С началом Первой мировой войны, 9 августа 1914 назначен командующим 4-й Забайкальской казачьей батареей. 4 февраля 1916 года произведен в войсковые старшины «за отличия в делах против неприятеля», с утверждением в занимаемой должности. 17 марта 1917 года назначен командующим Забайкальским казачьим артиллерийским дивизионом, а 15 апреля того же года произведен в полковники на основании Георгиевского статута, с утверждением в должности.
В Гражданскую войну участвовал в Белом движении на Восточном фронте. Служил в Иркутском артиллерийском дивизионе,. В марте 1919 года — преподаватель Иркутской военно-инструкторской школы, в январе 1920 года — в Иркутске.
Дальнейшая судьба неизвестна. Был женат, имел дочь.

## Награды
- Орден Святой Анны 4-й ст. с надписью «за храбрость» (ВП 6.10.1904)
- Орден Святого Станислава 3-й ст. с мечами и бантом (ВП 18.11.1904)
- Орден Святой Анны 3-й ст. с мечам и бантом (ВП 21.09.1905)
- Орден Святого Георгия 4-й ст. (ВП 12.02.1907)
- Орден Святого Станислава 2-й ст. с мечами (ВП 22.02.1907)
- Орден Святого Владимира 4-й ст. с мечами и бантом (ВП 27.05.1907)
- Орден Святой Анны 2-й ст. (1913)